# Кайинди (Казталовський район)
Кайинди́ (каз. Қайыңды) — село у складі Казталовського району Західноказахстанської області Казахстану. Адміністративний центр та єдиний населений пункт Березинського сільського округу.
У радянські часи село називалося Березино.
Населення — 880 (2021; 1120 у 2009, 1280 у 1999, 1163 у 1989).